# Matronae Audrinehae

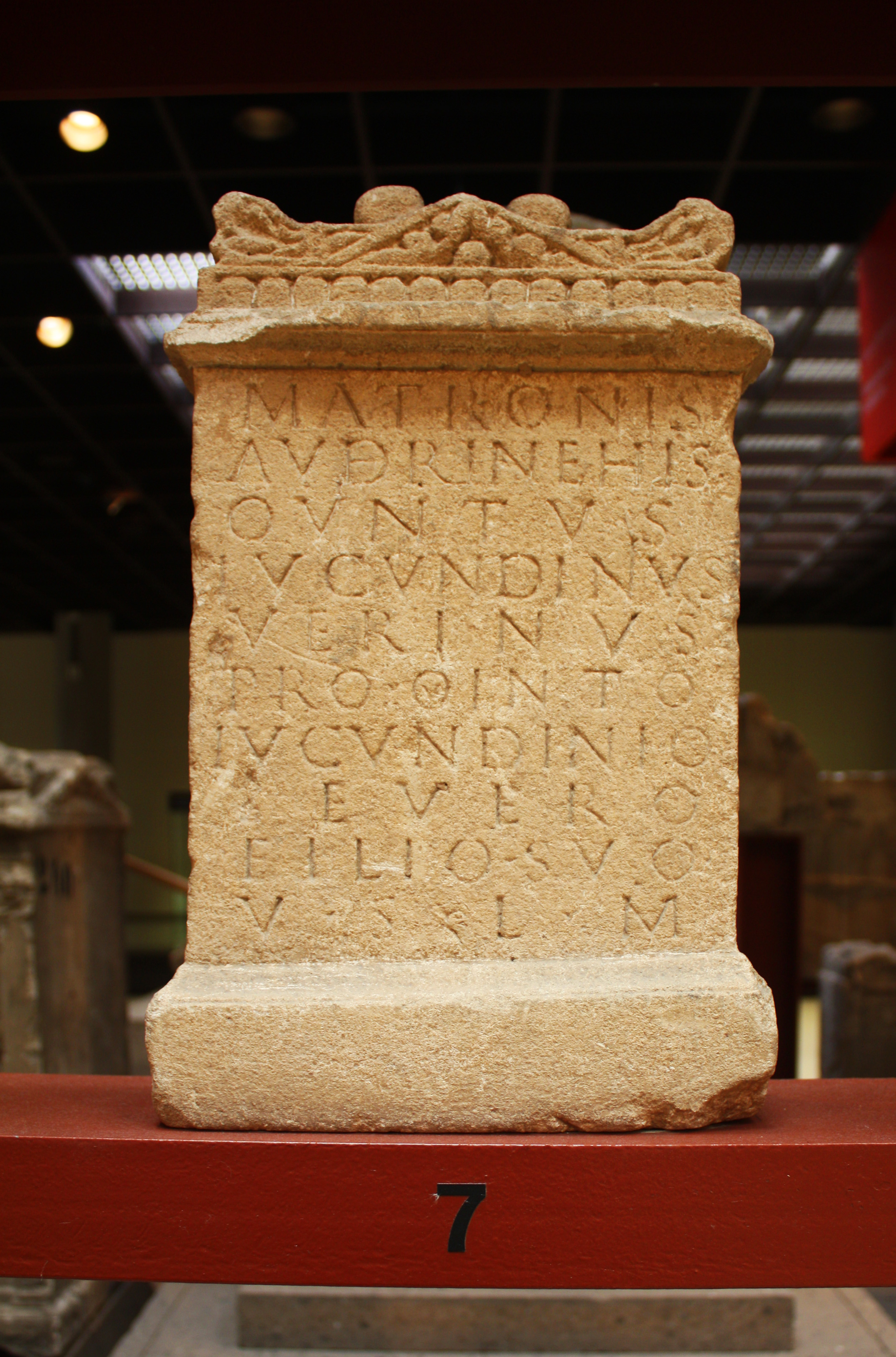
Matronenstein aus Hermülheim, heute im Römisch-Germanischen Museum in Köln

Die Matronae Audrinehae sind Matronen, die durch Inschriften auf sieben Votivsteinen des 2. Jahrhunderts aus Hermülheim, Hürth belegt sind.
Die Steine wurden um 1912 in einer Tongrube gefunden und durch Aufkäufer und Kunstsammler Herman Joseph Lückger später publiziert. Sie wurden als Spolien in einem möglicherweise fränkischen Grab in Hermülheim wiederverwendet. Das zugehörige Heiligtum konnte nicht lokalisiert werden, es lag vermutlich nicht weit entfernt. Die Steine befinden sich heute im Römisch-Germanischen Museum in Köln. Die Inschriften bieten Varianten des Namens in den Formen viermal Audrinehae und jeweils ein Beleg für Auðrinehae (mit epigraphischer germanischer Lautsubstition Đ), Authrinehae und Autriahenae.
Jan de Vries stellt den Beinamen zu urnordisch, runisch auja = „göttllicher Schutz“ und als „die freundlichen Schicksalsmächte“. Siegfried Gutenbrunner geht von einer Dissimilation *Aud(a)-ninehae aus und stellt das erste Glied zu altsächsisch ödan, altenglisch eaden und altnordisch auðinn, auðna = „Schicksal“ und deutet den Beinamen im Sinne „als die freundlichen Schicksalsmächte“.
Theo Vennemann leitet den Beinamen morphologisch von einem nicht überlieferten konstruierten gallorömischen Ortsnamen Auþr-iac-um, beziehungsweise aufgrund der inschriftlichen Varianten auf Auþr-in-iac-um nach dem Muster Ülpenich aus *Ulp-in-iac-um, die nach seiner Theorie an einen älteren Gewässernamen gebunden sind.
Helmut Birkhan und andere stellen die Audrinehae zum großen Fundort der Austriahenae, beziehungsweise der inschriftlichen Variante Austriatium bei Morken-Harff, als identische Matronen. Rudolf Simek lehnt dies aufgrund der rein räumlichen Entfernung der Fundorte und der plausibeleren Deutungen durch de Vries und Gutenbrunner ab. Birkhan deutete vergleichend die Audrinehae mit den Austriahenae und dem Ethnonym der Austrogoti als „die Östlichen“.